# Seglora socken

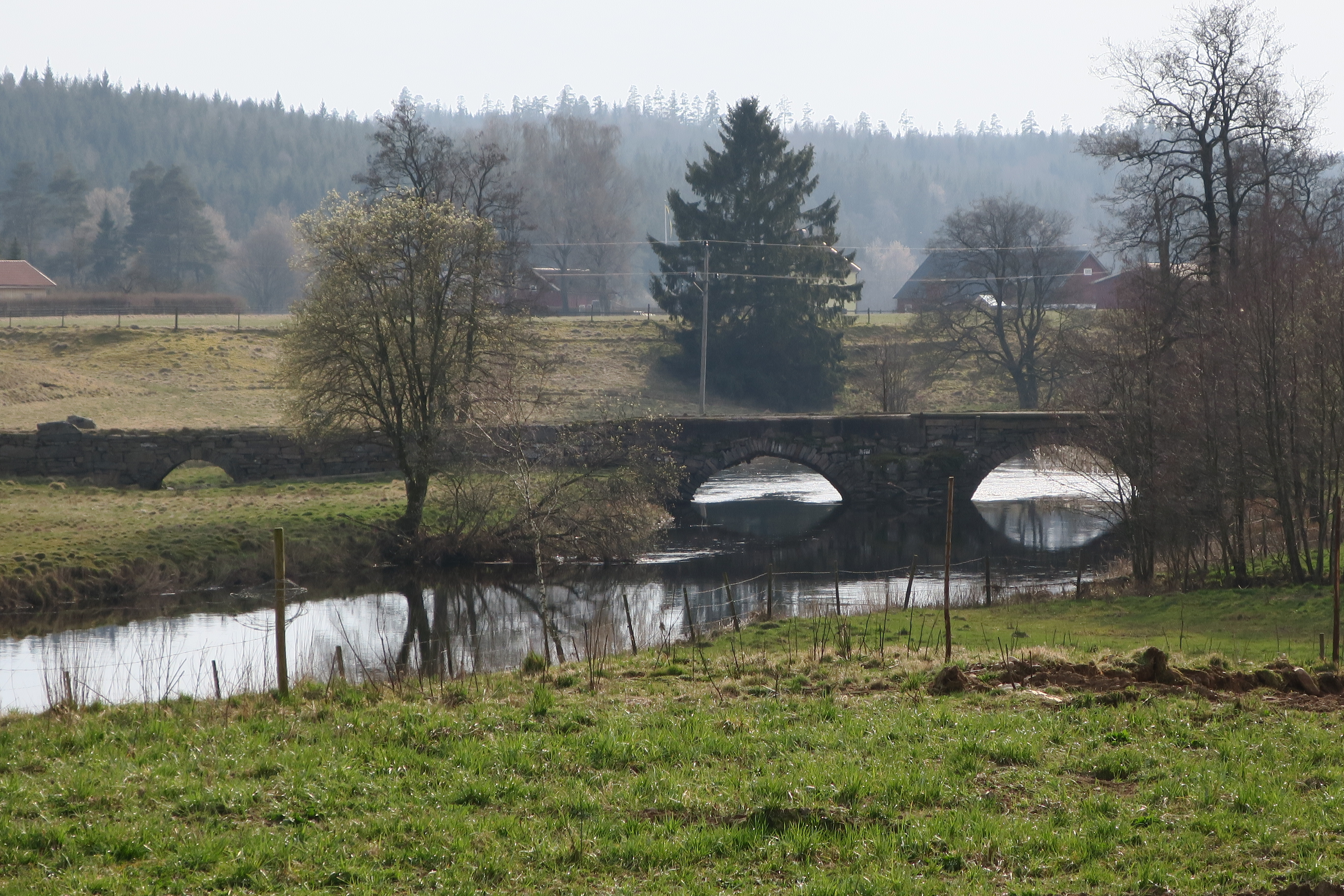
Gammal stenbro i Seglora socken.

Seglora socken i Västergötland ingick i Marks härad, ingår sedan 1974 i Borås kommun och motsvarar från 2016 Seglora distrikt.
Socknens areal är 120 kvadratkilometer varav 115,09 land. År 2000 fanns här 1 672 invånare.  En del av tätorten Viskafors (Svaneholm), tätorten Rydal (till 1969) samt kyrkbyn Seglora med sockenkyrkan Seglora kyrka ligger i socknen. Seglora kyrka som nu finns på Skansen i Stockholm var sockenkyrka från 1730 till 1903.

## Administrativ historik
Socknen har medeltida ursprung. 
Vid kommunreformen 1862 övergick socknens ansvar för de kyrkliga frågorna till Seglora församling och för de borgerliga frågorna bildades Seglora landskommun. Landskommunen uppgick 1961 i Viskafors landskommun som 1974 uppgick i Borås kommun.
1 januari 2016 inrättades distriktet Seglora, med samma omfattning som församlingen hade 1999/2000.
Socknen har tillhört län, fögderier, tingslag och domsagor enligt vad som beskrivs i artikeln Marks härad. De indelta soldaterna tillhörde Älvsborgs regemente, Vedens kompani och Västgöta regemente, Elfsborgs kompani.

## Geografi
Seglora socken ligger sydväst om Borås kring Viskan och med Stora Hålsjön i sydväst. Socknen är en starkt kuperad skogsbygd med odlingsbygd i ådalen.

## Fornlämningar
Från järnåldern finns två gravfält med domarringar.

## Namnet
Namnet skrevs 1294 Säghlrär och kommer från kyrkbyn. Efterleden innehåller ora, 'stenig (skogs)backe'. Förleden innehåller sannolikt sig, seg, 'framsipprande vatten; vattensjukt ställe'.